# Seefelder Spitze
Die Seefelder Spitze ist ein Gipfel östlich von Seefeld in Tirol im österreichischen Bundesland Tirol. Sie ist 2221 m ü. A. hoch und zählt zu den westlichsten Gipfeln im Karwendel.